# 东城镇 (和龙市)
东城镇，是中华人民共和国吉林省延边朝鲜族自治州和龙市下辖的一个乡镇级行政单位。

## 行政区划
东城镇下辖以下地区：
东风社区、毖岩村、广东村、兴城村、太兴村、明新村、普城村、海兰村和东城村。